# Aubry-le-Panthou
Aubry-le-Panthou (o.bʁi.lə.pɑ̃.tuⓘ) es una población y comuna francesa, en la región de Baja Normandía, departamento de Orne, en el distrito de Argentan y cantón de Vimoutiers.

## Demografía
| 203 | 207 | 121 | 89 | 106 | 93 |
| Para los censos de 1962 a 1999 la población legal corresponde a la población sin duplicidades (Fuente: INSEE [Consultar]) |     |     |    |     |    |